# Bonnie Franklin
Bonnie Gail Franklin (Santa Monica, 6 gennaio 1944 – Los Angeles, 1º marzo 2013) è stata un'attrice e regista statunitense.

## Biografia
Nata in California da immigrati ebrei, fece la sua prima apparizione televisiva all'età di cinque anni in The Colgate Comedy Hour. Apparve (non accreditata) nel film Il ladro (1956) di Alfred Hitchcock. Nel 1967 sposò il drammaturgo Ronald Sossi, ma il matrimonio durò solo tre anni. Nel 1970 debuttò in teatro, a Broadway. Partecipò alla rappresentazione di Bonnie, che le valse una candidatura ai Tony Award nello stesso anno. Nel periodo 1964-1975 prese parte a diverse serie e film TV come Organizzazione U.N.C.L.E., Gidget e Love Boat. Dal 1975 al 1984 fu nel cast della serie Giorno per giorno, trasmessa dalla CBS per nove stagioni, in cui interpretò il ruolo di Ann Romano, prendendo parte a 208 episodi.
Questo lavoro le diede molto successo e le permise di ricevere due candidature ai Golden Globe televisivi (1982 e 1983) nella categoria miglior attrice in una serie commedia o musicale e una ai Premi Emmy. Nel 1980 sposò il produttore Marvin Minoff, con cui rimane legata fino alla morte di quest'ultimo, avvenuta nel 2009. Dopo la fine di Giorno per giorno si concentrò soprattutto su ruoli teatrali o iniziative umanitarie. Nel periodo 1988-1990, come regista, diresse diversi episodi de I mostri vent'anni dopo. Nel 2012 prese parte a 11 episodi di Febbre d'amore. Morì nel marzo 2013 a causa di un tumore al pancreas.

## Filmografia
- Mr. Novak – serie TV, 5 episodi (1963-1964)
- Karen – serie TV, 1 episodio (1965)
- Organizzazione U.N.C.L.E. (The Man from U.N.C.L.E.) – serie TV, 1 episodio (1965)
- Hazel – serie TV, 1 episodio (1965)
- I mostri (The Munsters) – serie TV, 1 episodio (1966)
- Per favore non mangiate le margherite (Please Don't Eat the Daisies) – serie TV, 3 episodi (1965-1966)
- Giorno per giorno (One Day at a Time) – serie TV, 208 episodi (1975-1984)
- Bronk – serie TV, 1 episodio (1975)
- Love Boat (The Love Boat) – serie TV, 1 episodio (1977)
- Shalom Sesame – 1 episodio (1987)
- Giochi segreti a Las Vegas (Hearts Are Wild) – serie TV, 1 episodio (1992)
- La legge di Burke (Burke's Law) – serie TV, 1 episodio (1994)
- Il tocco di un angelo (Touched by an Angel) – serie TV, 1 episodio (2000)
- Hot in Cleveland – serie TV, 1 episodio (2011)
- Febbre d'amore (The Young and the Restless) – serie TV, 11 episodi (2012)